# Pteroptrix silvestrii
Pteroptrix silvestrii är en stekelart som först beskrevs av Compere 1953.  Pteroptrix silvestrii ingår i släktet Pteroptrix och familjen växtlussteklar. Inga underarter finns listade i Catalogue of Life.